# 多哥蘭

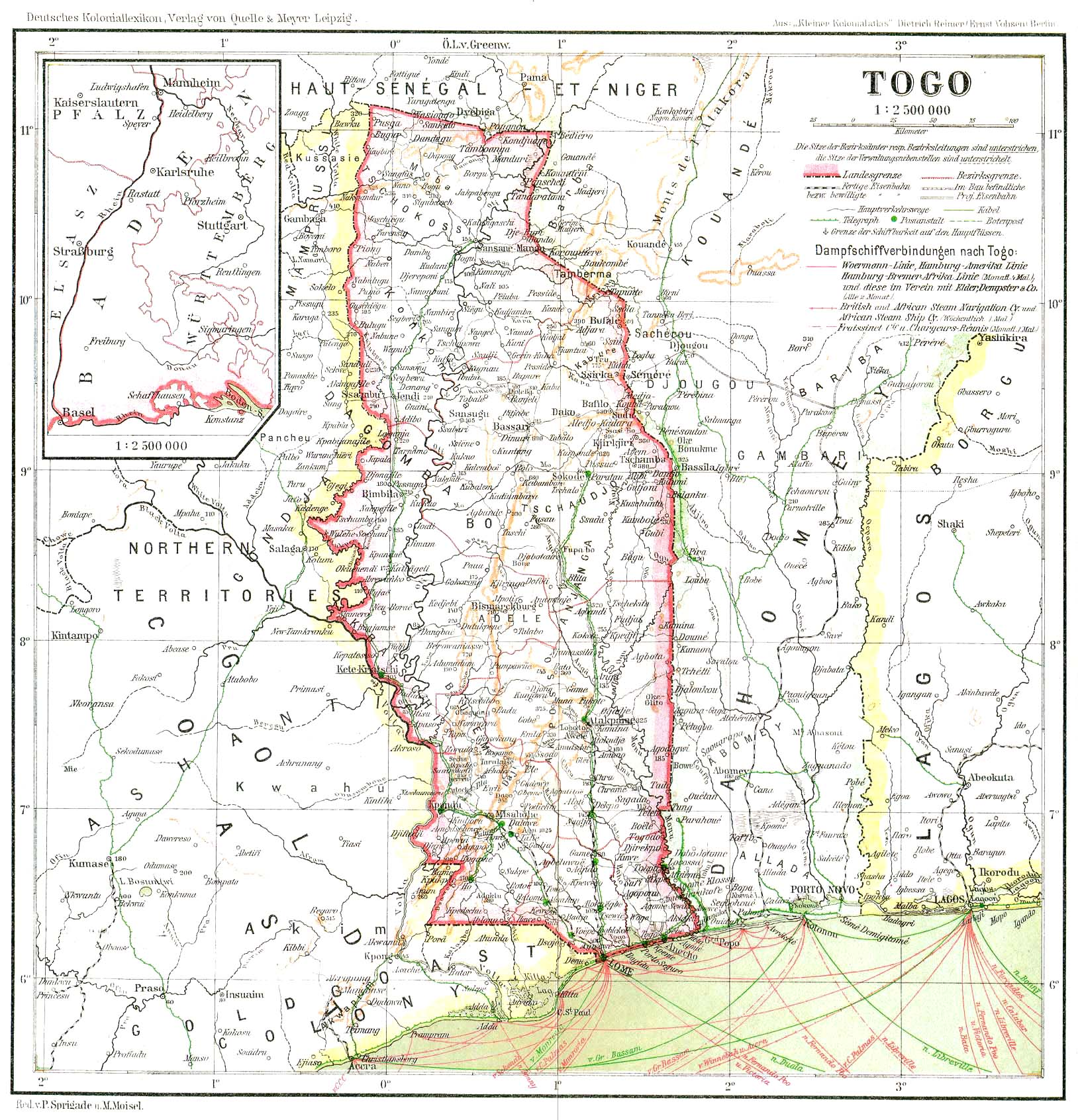
多哥蘭的更細部地圖

多哥蘭（德語：Togoland）是德意志帝國在19世紀到第一次世界大戰結束時在非洲西部的保護國。其國土除了包括現時之多哥全境以外，尚包括今日迦納東部的部份土地。第一次世界大戰之後，德國戰敗，國土被英國及法國瓜分，分別被稱作「英屬多哥蘭」及「法屬多哥蘭」。第二次世界大戰後，非洲各國尋求獨立，多哥蘭的前途及統一問題一度成為焦點。最後英屬多哥蘭決定與英屬黃金海岸合併成為加纳，而法屬多哥蘭則決定獨立，成為今日的多哥共和國。

## 地理
多哥蘭位於非洲西部，東連達荷美（今貝寧），北界上沃爾特（今布基纳法索），西至沃爾特河下游東岸，與英屬黃金海岸相對，南方是几内亚湾。多哥土地乾燥，產柚木、橡皮、椰子等，主要作出口之用。

## 人口
多哥蘭的人口以敏納族（Mina）為主，其次是埃維族（Ewe）。

## 歷史
多哥蘭位處於非洲大陸歷史上兩大勢力的夾縫：來自今日尼日利亞及貝寧的埃維族（Ewe）與來自加納的敏納族（Mina）及谷因族（Guin）。西方歷史並未有記錄在葡萄牙人在15世紀來到這裡之前，原住民的生活如何。不過，根據之後的記載，這兩大勢力在當時西非沿岸及流出海的各條河流兩岸居住，族群間戰鬥頻仍，而戰敗者很多時都被當作奴隸賣給歐洲國家。在16世紀奴隸貿易最興盛之時，敏納族是最大的得益者：他們成為了歐洲奴隸商的買手，不斷把北方的Kabye等民族販賣與歐洲人。由於多哥維爾一帶缺乏天然良港，歐洲人只在鄰近的Elmina（位於今日的迦納）及Ouidah（位於今日的貝寧）設置哨站。在往後的二百年，幾內亞灣沿岸一直都是歐洲人販賣奴隸的熱點，而這片海岸亦得到了「奴隸海岸」的惡名。

### 多哥蘭的成立
多哥蘭成立於1884年7月5日，由俾斯麥親王派遣到多哥維爾的特使古斯塔夫·納赫蒂加爾（Gustav Nachtigal）與當地原來的統治者姆拉巴三世簽訂的保護條約確認。在這次前，其實在多哥維爾附近地區已陸續出現來自歐洲的移民，主要來自葡萄牙及丹麥，不過這段移民史缺乏足夠的歷史紀錄。1885年柏林會議正式承認為其勢力範圍之後，德國不斷於北部擴張保護國的領土，與其他歐洲國家繼續在非洲的圈地。但另一方面，德國透過本身較為先進的科學化農業技術，提高當地的可可、咖啡豆及棉花的產量，作出口之用。當時多哥蘭的基建及生產水平在一戰前的非洲來說，算是數一數二的。當時的多哥蘭除了向德國出口農產品以外，其經濟尚能自給自足，成為了非洲殖民地的榜樣；相反，鄰近的其他歐洲殖民地卻要繼續靠向歐洲出口奴隸而維生。

### 一戰與英法瓜分

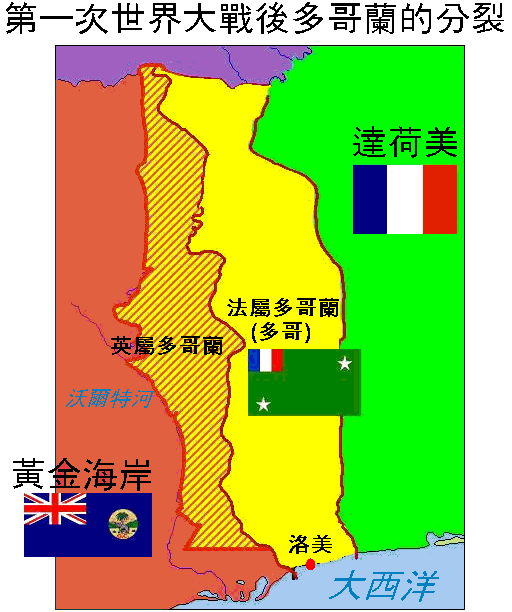
分裂後的多哥蘭

由於多哥蘭的富庶，在一戰後期它成為了協約國的入侵對象。當時多哥蘭立處於英國殖民地黃金海岸及法國殖民地上沃爾特和達荷美之間。1916年8月26日，英法聯軍入侵多哥蘭，境內德國人只抵抗了五日，就向聯軍投降，結束了多哥蘭32年的歷史。同年12月27日，兩國把多哥蘭瓜分：東部連同首都洛梅及海岸線歸法代管，是為「法屬多哥蘭」；西部歸英代管，是為「英屬多哥蘭」。1920年，國際聯盟承認兩國對多哥蘭的佔領，並把兩個多哥蘭列為國際聯盟託管地，並委任英、法管治。而從這段時間開始，英國把英屬多哥蘭與原來的殖民地英屬黃金海岸一起管理。

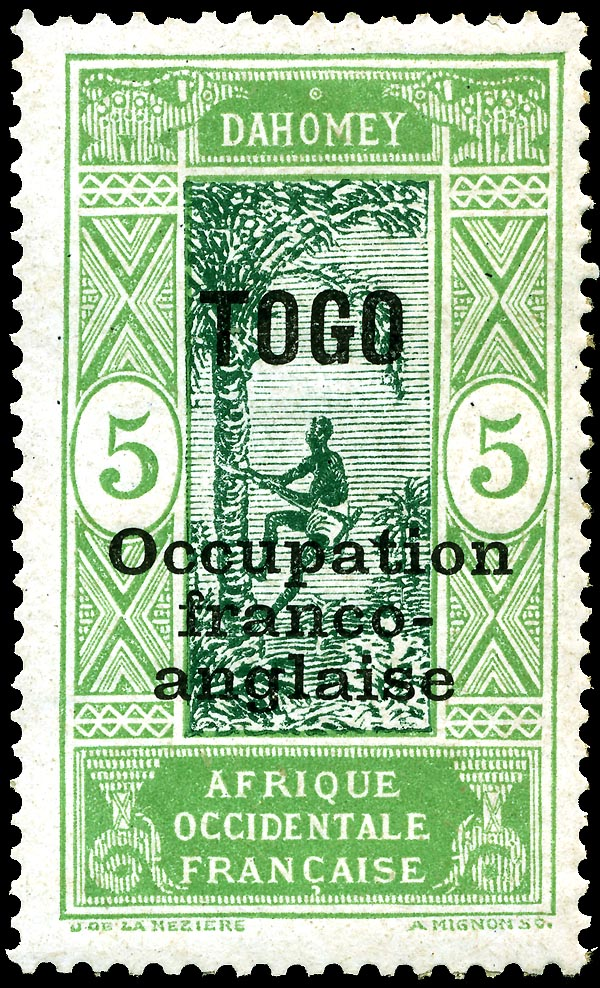
英、法分治多哥蘭後，在法屬多哥蘭通行的法屬西非郵票。

### 統一與分治的爭論
第二次世界大戰之後，聯合國取代了國際聯盟的地位，原來國際聯盟的委任統治國都成為了聯合國的託管地。1946年12月13日，聯合國取消了英、法兩國的委任統治，但仍把國境交給兩國託管。居住在沿岸的敏納族，由於其地理因素及長期以來與歐洲人的關係，在殖民期間掌屋了政治及經濟命脈，對於統一或分治並沒有太多的意見；相反的，散居於兩個多哥蘭的埃維族卻希望在多哥蘭統一後，能夠加強自身民族的實力。

### 獨立
然而，1956年12月，英屬多哥蘭的居民投票，加入從原來的黃金海岸獨立的新國家加納，粉碎了多哥蘭統一的希望。隨着聯合國託管法屬多哥蘭與法國的修約於1960年4月27日失效，法屬多哥蘭宣布獨立，取名為「多哥」。
東部在聯合國監管之下進行全民投票，支持從法國完全獨立的多哥國家聯盟黨得到大多數人的支持，黨魁斯尔法纳斯·奥林匹欧就任國家首任總理。1960年2月，奥林匹欧拒絕了加納總統克瓦米·恩克魯瑪的合併建議，並於同年4月27日宣告獨立，成立多哥共和國。新成立的多哥共和國在同年9月加入聯合國。

## 影響
雖然多哥蘭曾是德國的保護國，但由於40年的分裂，使兩國對當地的影響較32年的德國保護來得更大。所以現時獨立後的多哥依然以法語而非德語作官方語言。同樣地，加入了加納的英屬多哥蘭舊地亦以英語作官方語言，而非德語。